# Rudolf Strobl (Schauspieler)
Rudolf Strobl (* 9. März 1927 in Innsbruck; † 12. September 1997 in  Pflach, Tirol) war ein österreichischer Schauspieler.

## Leben
Strobl besuchte von 1943 bis 1944 die Schauspielschule in Hannover und legte 1946 die Schauspieldiplomprüfung ab. Nachdem er an deutschen Theatern gespielt hatte und von 1948 bis 1954 Mitglied der Exl-Bühne gewesen war, folgte er 1956 einem Ruf ans Wiener Volkstheater, an dem er lebenslang als Ensemblemitglied spielte.
Sein Rollenspektrum umfasste klassische und moderne Stücke. Außerdem übernahm er Rollen in bekannt gewordenen Fernsehserien, wie Der alte Richter und Familie Leitner und trat auch im Seniorenclub auf, erhielt einige Rollen in Spielfilmen und widmete sich auch der Operette (Bad Ischl, Mörbisch).
Ab 1968 war Strobl Präsident der Österreichischen Bühnengewerkschaft.
Das Grab von Rudolf Strobl befindet sich auf den Friedhof in Breitenwang (Reutte) in Tirol.

## Filmografie
- 1959: Der Misanthrop (TV)
- 1959: Zwölf Mädchen und ein Mann
- 1960: Ich heirate Herrn Direktor
- 1960–1964: Familie Leitner (Fernsehserie, 18 Folgen)
- 1961: Die frommen Schwestern (TV)
- 1962: Protektionskind (TV)
- 1963: Das Paket (TV)
- 1965: Der Tag danach (TV)
- 1966: Pater Brown – Das unlösbare Problem (Fernsehreihe)
- 1966: Pater Brown – Die Sünden des Prinzen Saradin (Fernsehreihe)
- 1969: Zu ebener Erde und erster Stock (TV)
- 1969: Blues für Mister Charlie (TV)
- 1969: Fink und Fliederbusch (TV)
- 1969: Glaube, Liebe, Hoffnung (TV)
- 1969: Peripherie (TV)
- 1969: Traumnovelle (TV)
- 1969: Die Geschichte der 1002. Nacht (TV)
- 1969–1970: Der alte Richter (Fernsehserie, 6 Folgen)
- 1970: Keine Angst Liebling, ich pass schon auf!
- 1970: Ein gebildeter Hausknecht (TV)
- 1971: König Johann (TV)
- 1971: Der kleine Muck (TV)
- 1971: Das falsche Gewicht (TV)
- 1972: Libussa (TV)
- 1972: Das bin ich – Wiener Schicksale aus den 30er Jahren: Österreich zwischen Demokratie und Diktatur (TV)
- 1972: Hochzeit (TV)
- 1972: Das Gewürzkrämerkleeblatt oder Die unschuldigen Schuldigen (TV)
- 1973: Hallo – Hotel Sacher … Portier! – Der Spieler (Fernsehreihe)
- 1973: Van der Valk und die Reichen (Fernsehreihe)
- 1974: Gegen Torheit gibt es kein Mittel (TV)
- 1974: Einen Jux will er sich machen (TV)
- 1975: Totstellen (TV)
- 1976: Das Märchen (TV)
- 1977: Gute Geschäfte (TV)
- 1977: G'schichten aus Österreich – Ein ganz normaler Tag (Fernsehreihe)
- 1978: Essig und Öl (TV)
- 1980: Absurdiade – Schmunzeltraining für Sportfans (TV)
- 1981: Die sieben Todsünden und Totentanz (TV)
- 1981: Zuhaus in fremden Betten (TV)
- 1982: Das blaue Aug' (TV)
- 1984: Steinbichler Geschichten (TV)
- 1984: Sag' die Wahrheit! (TV)
- 1988: Heiteres Bezirksgericht – Die fünf Sinne (Fernsehreihe)
- 1991: Tatort – Telefongeld (Fernsehreihe)
- 1998: Helden in Tirol

## Auszeichnungen
- 1972/1973: Karl-Skraup-Preis
- 1978: Verleihung des Berufstitels Professor
- 1983: Großes Ehrenzeichen für Verdienste um die Republik Österreich
- Sonnenthal-Ring